# Болта, Богдан
Богдан Болта (серб. Богдан Болта; 30 июня 1922, Кияни — 11 сентября 1944, пригород Валево) — югославский партизан, участник Народно-освободительной войны Югославии, Народный герой Югославии.

## Биография
Родился 30 июня 1922 в селе Кияни близ Грачаца. До войны был крестьянином.
В 1941 году ушёл в партизаны. В 1943 году был принят в ряды Коммунистической партии Югославии. В Народно-освободительной армии командовал взводом 1-й Ликской пролетарской ударной бригады.
Погиб 11 сентября 1944 близ Валево на Бачевацком холме близ Валево.
Указом руководства АВНОЮ от 13 марта 1945 был посмертно награждён Орденом и званием Народного героя Югославии.